# Torsió testicular
La torsió testicular, en medicina, fa referència a la torsió del cordó espermàtic (el qual té la funció de sostenir els testicles). Això, provoca una disminució de la irrigació sanguina del testicle afectat i de l'escrot.
El diagnòstic generalment s'ha de fer segons els signes i símptomes que presenta la persona afectada i una ecografia d'urgència només s'ha de fer quan el diagnòstic no és clar. La isquèmia irreversible comença al voltant de sis hores. Si aquesta torsió testicular dura més d'unes hores es pot perdre el testicle per necrosi.
Si la torsió testicular dura més de 6 hores en el 90% dels casos, aproximadament, es pot salvar el testicle. En el cas de superar les 12 hores només en el 50% dels casos es pot salvar sense cap mena de seqüela.

## Epidemiologia
És més comú just després del naixement i durant la pubertat. Es presenta en aproximadament 1 en 4000 a 1 per cada 25.000 homes per any abans dels 25 anys.

## Simptomatologia
Provoca un dolor testicular sever, sobtat i agut. Aquest és un dels principals símptomes. A més a més, s'acompanya d'una inflamació de l'escrot, és a dir, inflamació escrotal.
Altres símptomes poden ser nàusees i vòmits, mareig i malestar general. En situacions més severes hi ha altres símptomes que s'associen aquesta patologia: tumor testicular i presència de sang al semen.

## Diagnòstic
El diagnòstic es fa mitjançant l'anamnesi, l'exploració clínica i altres provés complementàries.
Primerament, s'observarà la zona afectada, es palparà per valorar el grau de dolor, tipus i irradiació. A més a més, també es valorarà la inflamació de l'escrot i zones properes. Es preguntarà per altres símptomes com nàusees, vòmits i malestar general.
També, es farà consulta amb urologia per fer una ecografia per valorar la irrigació sanguina i el perill de perdre el testicle.
En certs casos també es pot fer una tira d'orina per comprovar la presència de leucòcits i confirmar la infecció de la zona.

## Tractament
La torsió testicular és una urgència que requereix una intervenció immediata per restaurar el flux de sang. Si es tracten de forma manual o quirúrgica dins de les sis hores, hi ha una alta probabilitat (aprox. 90%) de salvar el testicle.
Típicament, amb la torsió, la superfície del testicle s'ha girat cap a la línia mitjana del cos. Llavors la correcció no quirúrgica de vegades es pot aconseguir girant manualment el testicle en la direcció oposada (és a dir, cap a l'exterior, cap a la cuixa); si això no funciona, una rotació manual forçada en l'altra direcció pot corregir el problema.:p.149 La taxa d'èxit de la destorsió manual no es coneix amb certesa.
Si no es pot assolir la destorsió no quirúrgica, llavors cal la intervenció quirúrgica. Primerament, el cirurgià farà una incisió a l'escrot per poder arribar al cordó espermàtic. Seguidament, es col·locarà el cordó correctament i es farà sutura entre el testicle i l'escrot per evitar una nova torsió (orquiopèxia). Normalment, també es fa el mateix amb l'altre testicle.
Alguns dels riscos de la intervenció quirúrgica són: dolor, sagnat, infecció i atròfia del testicle tot i tornar a recuperar la irrigació sanguínia.